# Sterre (voornaam)
Sterre is een meisjesnaam, en in mindere mate een jongensnaam (zie externe link), die "ster" betekent. De naam is waarschijnlijk afgeleid van Stella of van Esther.
De naam Stella wordt ook als epitheton van Maria gezien, door associatie met het Latijnse mare, wat zee betekent. Stella maris betekent "Ster van de zee". In de Mérodekapel van de Onze-Lieve-Vrouwebasiliek in Maastricht staat het miraculeuze beeld de Sterre der Zee opgesteld.
De naam Sterre kwam al voor in de Renaissancepoëzie (Constantijn Huygens noemde zijn vrouw, Suzanna van Baerle, in zijn gedichten "Sterre").